# Allosaurus
Allosaurus este un dinozaur teropod (carnivor), unul dintre cei mai de temut dinozauri cu o lungime medie de 8,5 m ce a trăit în Jurasicul târziu. Numele său provine din limba greacă, de la cuvintele saurus/σαυρος, ceea ce înseamnă șopârlă sau reptilă ciudată. Această denumire i-a fost acordată pentru că avea vertebrele diferite față de ceilalți dinozauri descoperiți până atunci. Existau trei specii diferite ale acestui dinozaur.
Allosaurus a fost un carnivor biped, cunoscut ca cel mai puternic prădător în America de nord acum 145-155 de milioane de ani. Chiar daca acele zone erau populate atunci cu erbivori gigantici ca Apatosaurus, Diplodocus sau Camarasaurus datorită climatului și vegetației mult mai favorabile decât acum pentru viață (deșertul Sahara fiind inexistent), toți aceștia erau o posibilă pradă pentru Allosaurus. De asemenea, aceeași soartă puteau avea și Stegosaurus sau Camptosaurus.

## Descriere
Allosaurus a fost unul dintre cei mai mari teropozi, având un craniu masiv, un gât scurt (caracteristic carnivorilor), și o coadă lungă. Cel mai cunoscut specimen: Allosaurus fragilis avea o lungime de 8,5 metri (30 de picioare), iar cel mai mare specimen avea una de 9,7 metri (32 de picioare).
Masa dinozaurului diferă și ea de la un specimen la altul, atingând de la o tonă până la 4, dar este clar afirmat că greutatea normală a unui adult e 1100 kg (1,1 tone). Dinozaurii mult prea mari din această specie au dus la formarea uneia noi de-a lungul timpului: Saurophaganax care era lung de 10,9 m (36 de picioare). Epanterias era mai mare dar nu se știe despre acest specimen ce dinozaur meționat mai înainte reprezintă.

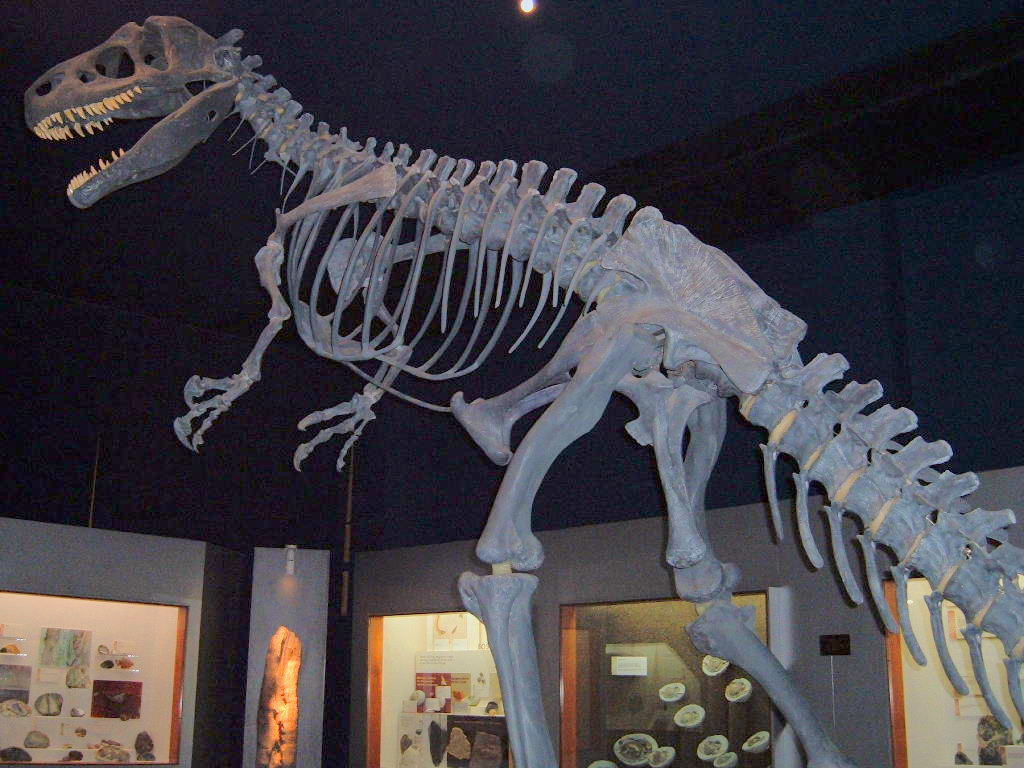
schelet de Allosaurus fragilis

Craniul și dinții sunt unele modeste pentru teropozii de mărimea lui. Scheletul său arată asemănări cu păsările, ca și la ceilalți dinozauri din același subordin.
1. ↑  Dicționar explicativ ilustrat al limbii române pentru elevi. Litera. 2015. p. 21.